# Vallata del Fiume Ippari (Pineta di Vittoria)
Vallata del Fiume Ippari (Pineta di Vittoria) este o arie protejată (arie specială de conservare — SAC, sit de importanță comunitară — SCI) din Italia întinsă pe o suprafață de 2.692 ha, integral pe uscat.

## Localizare
Centrul sitului Vallata del Fiume Ippari (Pineta di Vittoria) este situat la coordonatele 36°54′05″N 14°30′24″E / 36.901265°N 14.506765°E.

## Înființare
Situl Vallata del Fiume Ippari (Pineta di Vittoria) a fost declarat sit de importanță comunitară în septembrie 1995 pentru a proteja 2 specii de plante și 8 specii de animale. Situl a fost protejat și ca arie specială de conservare în decembrie 2015.

## Biodiversitate
Situată în ecoregiunea mediteraneană, aria protejată conține 10 habitate naturale: Galerii și tufărișuri riverane sudice (Nerio-Tamaricetea și Securinegion tinctoriae), Pseudostepă cu ierburi și specii anuale de Thero-Brachypodietea, Păduri de Quercus ilex și Quercus rotundifolia, Galerii de Salix alba și de Populus alba, Tufărișuri termo-mediteraneene și de pre-deșert, Tufărișuri halo-nitrofile (Pegano-Salsoletea), Dune de coastă cu Juniperus spp., Ape puternic oligomezotrofe cu vegetație bentonică cu Chara spp., Râuri mediteraneene cu debit permanent cu specii de Paspalo-Agrostidion și galerii riverane de Salix și de Populus alba, Păduri de pin mediteraneene cu pini mezogeni endemici.
La baza desemnării sitului se află mai multe specii protejate:
- plante (2): Leopoldia gussonei, Ophrys lunulata
- păsări (6): pescăruș albastru (Alcedo atthis), pasărea ogorului (Burhinus oedicnemus), erete de stuf (Circus aeruginosus), șoim călător (Falco peregrinus), acvilă pitică (Hieraaetus pennatus), stârc de noapte (Nycticorax nycticorax)
- nevertebrate (1): Brachytrupes megacephalus
- reptile (1): elaphe situla (Zamenis situla)

Pe lângă speciile protejate, pe teritoriul sitului au mai fost identificate 137 de specii de plante, 5 specii de păsări, 3 specii de amfibieni, 5 specii de mamifere, 128 de specii de nevertebrate, 9 specii de reptile.